# Adrepsa stilboides
Adrepsa stilboides är en fjärilsart som beskrevs av Kirby 1892. Adrepsa stilboides ingår i släktet Adrepsa och familjen björnspinnare. Inga underarter finns listade i Catalogue of Life.